# Copa Intercontinental de la FIFA 2024
La Copa Intercontinental de la FIFA 2024 fue la primera edición del refundado torneo internacional de clubes de fútbol. El torneo estuvo compuesto por los seis equipos que ganaron la edición anterior de los campeonatos continentales en cada confederación de la FIFA, enfrentándose entre sí en un cuadro de eliminación directa.
Se disputó desde el 22 de septiembre hasta el 18 de diciembre de 2024, con las primeras rondas en el estadio local de un equipo y las rondas posteriores en una sede neutral.
El torneo sirve como reemplazo de la versión anual de la Copa Mundial de Clubes de la FIFA, que se reorganizó en un torneo cuatrienal con más participantes. Su nombre proviene de la antigua Copa Intercontinental que se jugó por última vez en 2004, entre equipos de la Conmebol y la UEFA. La Copa Intercontinental incluye un pase directo a la final para el Real Madrid, equipo ganador de la Liga de Campeones de la UEFA 2023-24. El formato y el nombre del torneo fueron aprobados por el Consejo de la FIFA el 11 de diciembre de 2023. El Real Madrid se consagró campeón de esta edición tras derrotar por un marcador de 3-0 al Pachuca en la final.

## Formato
Las sedes de los partidos, así como los últimos detalles del formato de la competición fueron confirmados por la FIFA el 20 de septiembre de 2024.
- Primera ronda: Los ganadores de la Liga de Campeones de la AFC 2023-24 jugaron en condición de local contra los ganadores de la Liga de Campeones de la OFC 2024 en un partido denominado como FIFA Eliminatoria África-Asia-Pacífico.
- Segunda ronda: Los ganadores de la Liga de Campeones de la CAF 2023-24 jugaron en condición de local contra los vencedores de la primera ronda por el título de la FIFA Copa África-Asia-Pacífico. Los ganadores de la Copa de Campeones de la Concacaf 2024 jugaron contra los ganadores de la Copa Libertadores 2024 en un partido denominado FIFA Derbi de las Américas una sede neutral en Catar.
- Play-off (FIFA Copa Challenger): Los ganadores de los partidos de la segunda ronda se enfrentaron entre sí en la misma sede neutral del FIFA Derbi de las Américas.
- Final: Los ganadores del partido de play-off enfrentaron a los ganadores de la Liga de Campeones de la UEFA 2023-24 en la misma sede neutral.

## Sedes
| EAU                     | Egipto                | Catar             | Catar             |
| Al Ain                  | El Cairo              | Doha              | Lusail            |
| ----------------------- | --------------------- | ----------------- | ----------------- |
| Estadio Hazza bin Zayed | Estadio Internacional | Estadio 974       | Estadio Icónico   |
| Capacidad: 25 053       | Capacidad: 75 000     | Capacidad: 44 089 | Capacidad: 88 966 |
|                         |                       |                   |                   |
| Al Ain                  | El Cairo              | Lusail Doha       | Lusail Doha       |

## Participantes
Los equipos participantes se clasificaron a lo largo del año a través de las seis mayores competiciones continentales. En cursiva los equipos debutantes.
| Confederación                 | Equipo        | Vía de clasificación                                  |
| ----------------------------- | ------------- | ----------------------------------------------------- |
| Europa                        | Real Madrid   | Campeón de la Liga de Campeones de la UEFA (2023-24)  |
| América del Sur               | Botafogo      | Campeón de la Copa Conmebol Libertadores (2024)       |
| Norte, Centroamérica y Caribe | Pachuca       | Campeón de la Copa de Campeones de la Concacaf (2024) |
| Asia                          | Al-Ain        | Campeón de la Liga de Campeones de la AFC (2023-24)   |
| África                        | Al-Ahly       | Campeón de la Liga de Campeones de la CAF (2023-24)   |
| Oceanía                       | Auckland City | Campeón de la Liga de Campeones de la OFC (2024)      |

## Enfrentamientos
El 26 de agosto el Al-Ain a través de sus redes sociales dio a conocer el cronograma del torneo, así como la sede de los dos primeros partidos.
El 20 de septiembre la FIFA anunciaría a la ciudad de Doha (Catar) como sede de los últimos 3 partidos.

### Cuadro de eliminatorias
|  | Primera ronda                                      | Primera ronda |                                                             |   | Segunda ronda | Segunda ronda |  |  | Play-off | Play-off |  |  | Final | Final |
|  |                                                    |               |                                                             |   |               |               |  |  |          |          |  |  |       |       |
|  |                                                    |               |                                                             |   |               |               |  |  |          |          |  |  |       |       |
|  |                                                    |               |                                                             |   |               |               |  |  |          |          |  |  |       |       |
|  |                                                    |               |                                                             |   |               |               |  |  |          |          |  |  |       |       |
|  |                                                    |               |                                                             |   |               |               |  |  |          |          |  |  |       |       |
|  |                                                    |               |                                                             |   |               |               |  |  |          |          |  |  |       |       |
|  |                                                    |               |                                                             |   |               |               |  |  |          |          |  |  |       |       |
|  |                                                    |               |                                                             |   |               |               |  |  |          |          |  |  |       |       |
|  |                                                    |               |                                                             |   |               |               |  |  |          |          |  |  |       |       |
|  |                                                    |               |                                                             |   |               |               |  |  |          |          |  |  |       |       |
|  |                                                    |               |                                                             |   |               |               |  |  |          |          |  |  |       |       |
|  |                                                    |               |                                                             |   |               |               |  |  |          |          |  |  |       |       |
|  |                                                    |               |                                                             |   |               |               |  |  |          |          |  |  |       |       |
|  |                                                    |               |                                                             |   |               |               |  |  |          |          |  |  |       |       |
|  |                                                    |               |                                                             |   |               |               |  |  |          |          |  |  |       |       |
|  |                                                    |               |                                                             |   |               |               |  |  |          |          |  |  |       |       |
|  |                                                    |               |                                                             |   |               |               |  |  |          |          |  |  |       |       |
|  |                                                    |               |                                                             |   |               |               |  |  |          |          |  |  |       |       |
|  |                                                    |               |                                                             |   |               |               |  |  |          |          |  |  |       |       |
|  |                                                    |               |                                                             |   |               |               |  |  |          |          |  |  |       |       |
|  |                                                    |               |                                                             |   |               |               |  |  |          |          |  |  |       |       |
|  |                                                    |               |                                                             |   |               |               |  |  |          |          |  |  |       |       |
|  | Copa Intercontinental 18 de diciembre – Lusail     |               |                                                             |   |               |               |  |  |          |          |  |  |       |       |
|  |                                                    |               |                                                             |   |               |               |  |  |          |          |  |  |       |       |
|  | Real Madrid                                        | 3             |                                                             |   |               |               |  |  |          |          |  |  |       |       |
|  | Real Madrid                                        | 3             |                                                             |   |               |               |  |  |          |          |  |  |       |       |
|  |                                                    |               | Pachuca                                                     | 0 |               |               |  |  |          |          |  |  |       |       |
|  |                                                    |               | Pachuca                                                     | 0 |               |               |  |  |          |          |  |  |       |       |
|  | Derbi de las Américas 11 de diciembre – Doha       |               |                                                             |   |               |               |  |  |          |          |  |  |       |       |
|  |                                                    |               |                                                             |   |               |               |  |  |          |          |  |  |       |       |
|  | Botafogo                                           | 0             |                                                             |   |               |               |  |  |          |          |  |  |       |       |
|  | Botafogo                                           | 0             |                                                             |   |               |               |  |  |          |          |  |  |       |       |
|  |                                                    |               | Pachuca                                                     | 3 |               |               |  |  |          |          |  |  |       |       |
|  |                                                    |               | Pachuca                                                     | 3 |               |               |  |  |          |          |  |  |       |       |
|  |                                                    |               | Copa Challenger 14 de diciembre – Doha                      |   |               |               |  |  |          |          |  |  |       |       |
|  |                                                    |               |                                                             |   |               |               |  |  |          |          |  |  |       |       |
|  | Pachuca (t. s.) (p.)                               | 0 (6)         |                                                             |   |               |               |  |  |          |          |  |  |       |       |
|  | Pachuca (t. s.) (p.)                               | 0 (6)         |                                                             |   |               |               |  |  |          |          |  |  |       |       |
|  |                                                    | Al-Ahly       | 0 (5)                                                       |   |               |               |  |  |          |          |  |  |       |       |
|  |                                                    | Al-Ahly       | 0 (5)                                                       |   |               |               |  |  |          |          |  |  |       |       |
|  | Copa África-Asia-Pacífico 29 de octubre – El Cairo |               |                                                             |   |               |               |  |  |          |          |  |  |       |       |
|  |                                                    |               |                                                             |   |               |               |  |  |          |          |  |  |       |       |
|  | Al-Ahly                                            | 3             |                                                             |   |               |               |  |  |          |          |  |  |       |       |
|  | Al-Ahly                                            | 3             | Eliminatoria África-Asia-Pacífico 22 de septiembre – Al Ain |   |               |               |  |  |          |          |  |  |       |       |
|  |                                                    |               | Al-Ain                                                      | 0 |               |               |  |  |          |          |  |  |       |       |
|  | Al-Ain                                             | 6             | Al-Ain                                                      | 0 |               |               |  |  |          |          |  |  |       |       |
|  | Al-Ain                                             | 6             |                                                             |   |               |               |  |  |          |          |  |  |       |       |
|  | Auckland City                                      | 2             |                                                             |   |               |               |  |  |          |          |  |  |       |       |
|  | Auckland City                                      | 2             |                                                             |   |               |               |  |  |          |          |  |  |       |       |

### Primera ronda

#### Eliminatoria África-Asia-Pacífico
| 22 de septiembre de 2024 | Al-Ain                                                                                       | 6:2 (3:1) | Auckland City           | Estadio Hazza bin Zayed, Al Ain                                              |                                                                              |
| 20:00 (UTC+4)            | - Fábio Cardoso 6' - Gassama 11' - Palacios 45+1' - Rahimi 78', 90+4' - Romero Gamarra 90+2' | Reporte   | - Lagos 43' - Bevan 54' | Asistencia: 13 826 espectadores Árbitro(s): Mustapha Ghorbal VAR: Ivan Bebek | Asistencia: 13 826 espectadores Árbitro(s): Mustapha Ghorbal VAR: Ivan Bebek |

### Segunda ronda

#### Copa África-Asia-Pacífico
| 29 de octubre de 2024 | Al-Ahly                                          | 3:0 (1:0) | Al-Ain | Estadio Internacional, El Cairo                                                  |                                                                                  |
| 20:00 (UTC+3)         | - Abou Ali 32' - Ashour 55' - Afsha 90+2' (pen.) | Reporte   |        | Asistencia: 51 602 espectadores Árbitro(s): Halil Umut Meler VAR: Marco di Bello | Asistencia: 51 602 espectadores Árbitro(s): Halil Umut Meler VAR: Marco di Bello |

#### Derbi de las Américas
| 11 de diciembre de 2024 | Botafogo | 0:3 (0:0) | Pachuca                                 | Estadio 974, Doha                                                             |                                                                               |
| 20:00 (UTC+3)           |          | Reporte   | - Idrissi 50' - Deossa 66' - Rondón 80' | Asistencia: 12 257 espectadores Árbitro(s): Danny Makkelie VAR: Rob Dieperink | Asistencia: 12 257 espectadores Árbitro(s): Danny Makkelie VAR: Rob Dieperink |

### Play-off

#### Copa Challenger
| 14 de diciembre de 2024 | Pachuca                                                                   | 0:0 (t. s.)(6:5 p.)        | Al-Ahly                                                                        | Estadio 974, Doha                                                                |                                                                                  |
| 20:00 (UTC+3)           |                                                                           | Reporte                    |                                                                                | Asistencia: 38 841 espectadores Árbitro(s): Alireza Faghani VAR: Khamis Al-Marri | Asistencia: 38 841 espectadores Árbitro(s): Alireza Faghani VAR: Khamis Al-Marri |
|                         |                                                                           | Tiros desde el punto penal |                                                                                |                                                                                  |                                                                                  |
|                         | - Rondón - Bastón - Cabral - Idrissi - Deossa - Montiel - Rodríguez - Gil |                            | - Magdy Afsha - Rabia - Attia - Kahraba - Kamal - El Solia - Tau - Abdelfattah |                                                                                  |                                                                                  |

### Final

#### Copa Intercontinental
| 18 de diciembre de 2024 | Real Madrid                                             | 3:0 (1:0) | Pachuca | Estadio Icónico, Lusail                                                     |                                                                             |
| 20:00 (UTC+3)           | - Mbappé 37' - Rodrygo 53' - Vinícius Júnior 84' (pen.) | Reporte   |         | Asistencia: 67 249 espectadores Árbitro(s): Jesús Valenzuela VAR: Juan Soto | Asistencia: 67 249 espectadores Árbitro(s): Jesús Valenzuela VAR: Juan Soto |

## Campeones
| Copa África-Asia-Pacífico | Derbi de las Américas | Copa Challenger     | Copa Intercontinental   |
| ------------------------- | --------------------- | ------------------- | ----------------------- |
|                           |                       |                     |                         |
| Al-Ahly 1.er título       | Pachuca 1.er título   | Pachuca 1.er título | Real Madrid 1.er título |

## Estadísticas y reconocimientos

### Goleadores
| Jugador                  | Club          | Goles |
| ------------------------ | ------------- | ----- |
| Soufiane Rahimi          | Al-Ain        | 2     |
| Wessam Abou Ali          | Al-Ahly       | 1     |
| Emam Ashour              | Al-Ahly       | 1     |
| Myer Bevan               | Auckland City | 1     |
| Fábio Cardoso            | Al-Ain        | 1     |
| Nelson Deossa            | Pachuca       | 1     |
| Sékou Baba Gassama       | Al-Ain        | 1     |
| Alejandro Romero Gamarra | Al-Ain        | 1     |
| Oussama Idrissi          | Pachuca       | 1     |
| Jerson Lagos             | Auckland City | 1     |
| Mohamed Magdy            | Al-Ahly       | 1     |
| Kylian Mbappé            | Real Madrid   | 1     |
| Matías Palacios          | Al-Ain        | 1     |
| Rodrygo                  | Real Madrid   | 1     |
| Salomón Rondón           | Pachuca       | 1     |
| Vinícius Júnior          | Real Madrid   | 1     |

### Rendimiento general
| Club | Club          | Pts. | PJ | PG | PE | PP | GF | GC | Dif. | Rend.   |
| ---- | ------------- | ---- | -- | -- | -- | -- | -- | -- | ---- | ------- |
| 1    | Real Madrid   | 3    | 1  | 1  | 0  | 0  | 3  | 0  | +3   | 100.00% |
| 2    | Pachuca       | 4    | 3  | 1  | 1  | 1  | 3  | 3  | 0    | 44.44%  |
| 3    | Al-Ahly       | 4    | 2  | 1  | 1  | 0  | 3  | 0  | +3   | 66.67%  |
| 4    | Al-Ain        | 3    | 2  | 1  | 0  | 1  | 6  | 5  | +1   | 50.00%  |
| 5    | Botafogo      | 0    | 1  | 0  | 0  | 1  | 0  | 3  | –3   | 0.00%   |
| 6    | Auckland City | 0    | 1  | 0  | 0  | 1  | 2  | 6  | −4   | 0.00%   |

### Balones de Oro, Plata y Bronce
Durante la premiación final, la FIFA y Adidas hicieron entrega del Balón de Oro al mejor jugador del torneo, entregando también el Balón de Plata y de Bronce al segundo y tercer mejor jugador, respectivamente.
| Premio          |  | Jugador           | Equipo      |
| --------------- |  | ----------------- | ----------- |
| Balón de Oro    |  | Vinícius Júnior   | Real Madrid |
| Balón de Plata  |  | Federico Valverde | Real Madrid |
| Balón de Bronce |  | Elías Montiel     | Pachuca     |

### Premio al Jugador del Torneo
Durante la premiación, se entregó además el Trofeo Aramco al Jugador del Torneo, el cual fue entregado al jugador brasileño Vinícius Júnior, del Real Madrid.